# Slow Motion
Slow Motion je třinácté a zatím poslední studiové album progresivní rockové hudební skupiny Supertramp, vydané v roce 2002.

## Seznam skladeb
1. "Slow Motion" – 3:50
2. "Little By Little" – 4:30
3. "Broken Hearted" – 4:28
4. "Over You" – 5:06
5. "Tenth Avenue Breakdown" – 8:57
6. "A Sting in the Tail" – 5:17
7. "Bee in Your Bonnet" – 6:27
8. "Goldrush" – 3:06
9. "Dead Man's Blues" – 8:26

## Sestava
- Rick Davies - harmonika, klávesy, zpěv
- Mark Hart - kytara, klávesy, doprovodný zpěv
- John Helliwell - saxofon
- Cliff Hugo - baskytara
- Bob Siebenberg - bicí
- Jesse Siebenberg - perkuse, doprovodný zpěv
- Lee Thornburg - rohy
- Carl Verheyen - kytara